# Lekkoatletyka na Letnich Igrzyskach Olimpijskich 1896 – skok w dal
Skok w dal był jedną z czterech konkurencji „skokowych” podczas Igrzysk w Atenach. Wystartowało dziewięciu zawodników z 5 państw. Konkurencja została rozegrana 7 kwietnia. Wszystkie miejsca na podium zajęli Amerykanie.

## Medaliści
| Medal  | Zawodnik                         |
| ------ | -------------------------------- |
| Złoto  | Ellery Clark Stany Zjednoczone   |
| Srebro | Robert Garrett Stany Zjednoczone |
| Brąz   | James Connolly Stany Zjednoczone |

## Wyniki
| lp.   | Zawodnik                   | Kraj                 | Wynik    | Uwagi |
| ----- | -------------------------- | -------------------- | -------- | ----- |
| 1.    | Ellery Clark               | Stany Zjednoczone    | 6,35 m   |       |
| 2.    | Robert Garrett             | Stany Zjednoczone    | 6,00 m   |       |
| 3.    | James Connolly             | Stany Zjednoczone    | 5,84 m   |       |
| 4.    | Aleksandros Chalkokondilis | Królestwo Grecji     | 5,74 m   |       |
| 5.-9. | Adolphe Grisel             | Francja              | nieznany |       |
| 5.-9. | Carl Schuhmann             | Cesarstwo Niemieckie | nieznany |       |
| 5.-9. | Henrik Sjöberg             | Szwecja              | nieznany |       |
| 5.-9. | Atanasios Skaltsojanis     | Królestwo Grecji     | nieznany |       |
| 5.-9. | Alexandre Tuffèri          | Francja              | nieznany |       |